# ماریا پیا دی مئو
ماریا پیا دی مئو (ایتالیایی: Maria Pia Di Meo؛ زادهٔ ۲۳ سپتامبر ۱۹۳۹) بازیگر، صداپیشه و مدیر دوبلاژ اهل ایتالیا است.
او دوبلور رسمی مریل استریپ در کشور ایتالیا است و به‌جای جین فوندا، آدری هپبورن، جولی اندروز، جولی کریستی و شرلی مک‌لین هم صحبت می‌کند. پدر و مادر او هر دو بازیگر تئاتر و سینما بودند و ماریا کار بازیگری‌اش را با آنها روی صحنه تئاتر آغاز کرد.